# Хэтэуэй, Кларенс
Кларенс А. «Чарли» Хэтэуэй (англ. Clarence A. "Charlie" Hathaway; 8 января 1892 года ― 23 января 1963 года) ― активист профсоюзного движения Миннесоты и видный деятель Коммунистической партии США в 1920-х ― 1940-х годах. Главный организатор Федеративной фермерско-трудовой партии в 1923 и 1924 годах, редактор газеты Daily Worker (1933―1940), член Центрального комитета Коммунистической партии США. Также был информатором на службе ФБР.

## Биография

### Ранние годы
Кларенс Альберт Хэтэуэй, известный также как «Чарли» , родился 8 января 1892 года в городе Сент-Пол, штат Миннесота, в семье плотника. Хэтэуэй был смешанного английского и шведского этнического происхождения.
Он посещал государственную школу в Миннесоте, затем в течение трёх лет ходил в среднюю школу в городе Гастингс. Он покинул её раньше срока и ушёл в помощники машиниста в 1911 году. Проработал на железных дорогах и в Соединённых Штатах и Шотландии на протяжении более десяти лет.
В 1913 году Хэтэуэй вступил в Международную ассоциацию машинистов (IAM). Его деятельность в профсоюзе была прервана в 1915 году его отъездом в Шотландию, откуда он вернулся в 1916 году. Именно во время этого военного опыта в Великобритании Хэтэуэй обратился к идеям социализма.
По его возвращении на родину Хэтэуэй стал вести активную деятельность в IAM, работая в местном и окружном офисе. Вскоре он был избран секретарем Мичиганского округа IAM и занимал этот пост в 1920 и 1921 годах. В 1922 он стал деловым агентом IAM и оставался в этом качестве до 1924 года.
В 1922 году 30-летний Хэтэуэй также поступил в лейбористский колледж Святого Павла, где изучал машиностроение.
Хэтэуэй был избран вице-президентом Федерации труда штата Миннесота в 1923 году.
Историк Харви Клер охарактеризовал Хэтэуэя как «общительного, дружелюбного человека, бывшего полупрофессионального бейсболиста, который всегда был не против выпить несколько рюмок». Историк американского коммунистического движения Теодор Дрейпер отзывался о нём как о «весёлой, тёплой и слегка нестабильной личности».

### Политическая карьера
Кларенс Хэтэуэй был активным членом Социалистической партии Америки и был избран делегатом Социалистической партии Миннесоты на Чрезвычайном национальном съезде 1919 года. Вместе с остальной частью Миннесотской делегации Хэтэуэй был лишен своего места по техническим причинам по решению комитета по проверке полномочий съезда.
Отколовшись от этой политической группировки, Хэтэуэй стал одним из основателей Коммунистической партии в 1919 году. Он также сыграл важную роль в оказании помощи в организации Фермерской рабочей партии Мичигана в 1920 году, войдя в первый комитет штата этой организации, хотя параллельно и оставался активным участником коммунистического движения.
Хэтэуэй присутствовал на «Едином съезде коммунистических партий», состоявшемся в Вудстоке, штат Нью-Йорк в мае 1921 года. Есть свидетельства о том, что на съезде присутствовал осведомитель ФБР, который сообщил, что Москва отправила американским коммунистам 50 000 долларов с приказом остановить свои склоки и начать объединяться. Историк Тим Вайнер говорит, что документы ФБР, рассекреченные в 2011 году, содержат намёки на то, что этим информатором был Хэтэуэй.
Хэтэуэй был избран делегатом на 3-м Национальном съезде Рабочей партии Америки от Миннесоты, проходившем с 30 декабря 1923 года по 2 января 1924 года в Чикаго.
Хэтэуэй играл ключевую роль в создании новой Федеративной партии лейбористов-фермеров, которая имела поддержку со стороны Коммунистической партией США. Собрание назначило его секретарём Национальной федеративной фермерско-рабочей партии, и эту должность он занимал до роспуска организации в конце того же года.
Во время горячих фракционных споров в середине 1920-х годов Хэтэуэй был членом группы, возглавляемой Уильямом З. Фостером и Александром Биттельманом. Позже он стал верным сторонником Эрла Браудера: их близкие отношения привели Хэтэуэя к новым важных партийным должностям. В июле 1924 года Хэтэуэй был назначен районным организатором компартии в Чикаго.
В 1926 году Хэтэуэй был отправлен в Москву на учёбу в недавно учреждённую Международной ленинскую школу. К Хэтэуэю вскоре присоединились бывший молодежный лидер Социалистической партии Уильям Ф. Крузе и лидер чикагской ячейки партии Чарльз Крумбейн. Хэтэуэй был слушателем школы вплоть до 1928 года.
Находясь в Москве, Хэтэуэй присутствовал на 6-м Всемирном конгрессе Коммунистического интернационала в качестве делегата без права голоса. Именно там лидер фракции Коммунистической партии США Джеймс П. Кэннон взял курс на сближение с левой оппозицией в ВКП(б), возглавляемой Львом Троцким. Представляется вероятным, что на это решение Кэннона повлиял Хэтэуэй.
По возвращении в Америку Хэтэуэй был быстро вошёл в высшие круги КПСША. Хэтэуэй имел необходимый партийный опыт, а также инсайдерскую информацию, которая позволила ему стать главным лицом в ЦК. Он обвинил Джеймса П. Кэннона в троцкизме и фракционной деятельности. Эти обвинения в конечном счёте привели к исключению Кэннона из партии.
Хэтэуэй тем временем возобновил свои обязанности в качестве районного организатора в Чикаго.
В начале 1929 года Хэтэуэй был назначен редактором ежемесячного журнала Лиги профсоюзного единства «Labor Unity». Хэтэуэй переехал в Нью-Йорк, где он стал партийным организатором округа Нью-Йорка. В июле 1933 года он стал редактором The Daily Worker, официальной газеты КПСША. Он нанял Маргариту Янг на должность руководителя вашингтонского бюро газеты.
Хэтэуэй трижды выдвигался кандидатом от Коммунистической партии в Палату представителей США, действовавшей в 7-м округе Нью-Йорка: в 1930 году, в 3-м округе Нью-Йорка в 1932 году и в 7-м округе снова в 1934 году. 

### 1931 год: показной процесс на Йокиненом

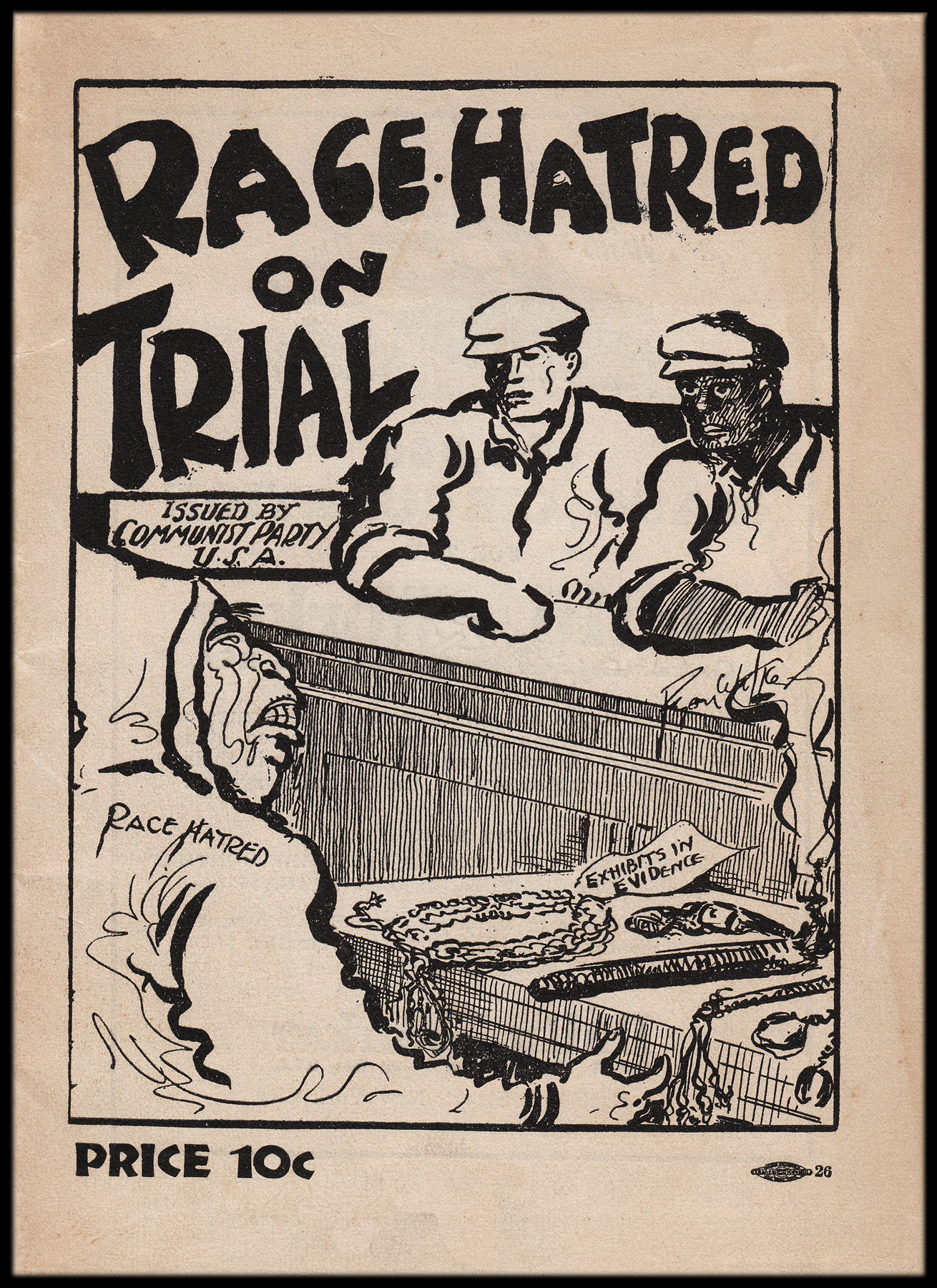
Обложка брошюры, выпущенной Коммунистической партией, изображающая «суд» над Йокиненом. (автор Райан Уокер)

В 1931 году Хэтэуэй был выбран партией в качестве «прокурора» на судебном процессе над дворником из Финского рабочего клуба Гарлема, который был ассоциирован с Коммунистической партией. Данное публичное мероприятие получило известность как « Показательный процесс над Йокиненом». Дворник Август Йокинен был обвинён в том, что он в грубой форме угрожал трем чернокожим участникам танцевального мероприятия, организованного партией, которое было организовано в поддержку социального равенства. Ричард Мур, один из наиболее выдающихся чернокожих лидеров партии, был назначен выступать в защиту Йокинена. Показательный процесс в советском стиле состоялся 1 марта 1931 года, перед аудиторией из 1500 человек ― в том числе перед 211 делегатами из 113 различных «массовых и братских организаций», связанных с Коммунистической партией.
Ни одна из сторон не представила свидетелей. Хэтэуэй призвал исключить Йокинена из партии за «выступление в качестве граммофона капиталистов», в то время как Мур обвинил «мерзкую, коррумпированную, угнетающую систему» капитализма в бесспорных прегрешениях ответчика. Присяжные исключили Йокинена из партии и дали ему указание участвовать в борьбе против «белого шовинизма», если тот желает быть принятым вновь в будущем. Материалы показательного процесса были впоследствии опубликованы в форме брошюры для более широкой аудитории.

### Февральский бунт 1934 года
Позиция Хэтэуэя в качестве одного из лидеров Коммунистической партии была подтверждена 15 февраля 1934 года, когда он выступал с одной платформы вместе с генеральным секретарем КПСША Эрлом Браудером и бывшим кандидатом в вице-президенты Джеймсом Фордом, выступив перед восьмитысячной аудиторией на встрече, состоявшейся в Бронкс-Колизее, где он пытался заручиться поддержкой широкой коалиции для борьбы с распространением фашизма.
На следующий день Хэтэуэй был вовлечен в беспорядки в Нью-Йорке, которые разразились, когда пять тысяч коммунистов вышли на митинг, проведенный под эгидой Социалистической партии Америки в поддержку Социалистической партии Австрии, члены которой стали жертвами репрессий со стороны правых австрийских националистов. Возмущенные тем, что социалисты пригласили Мэтью Волля из Американской федерации труда и мэра Фиорелло Ла Гуардии в качестве спикеров, собравшиеся коммунисты начали скандировали и свистеть в попытке сорвать собрание.
Когда Хэтэуэй вышел на трибуну после речи, произнесённой Дэвидом Дубинским, несколько человек из аудитории вскочили на неё и начали избивать Хэтэуэя кулаками и стульями, а затем подняли его и выкинули с платформы. Повсюду началась потасовка, с балконов начали кидать стулья. Порядок пришлось наводить сотрудникам полиции Нью-Йорка. Когда председатель собрания Алджернон Ли попытался зачитать резолюцию, осуждающую действия правительства Дольфуса в Австрии, коммунисты в аудитории начали скандировать «Мы хотим Хэтэуэя!», прерывая его. Национальная радиопередача социалистов, направленная на осуждение захвата власти в Австрии правыми силами, была сорвана.

### От руководства к исключению из партии
Когда Эрл Браудер и другие лидеры Коммунистической партии отбыли в Москву для консультаций в декабре 1937 года, Кларенс Хэтэуэй остался главным партийным боссом в стране. 18 февраля 1938 года на расширенном заседании руководящего Центрального комитета партии под названием «Конгресс партийных строителей» Хэтэуэю было поручено выступить с основным докладом в отсутствие Браудера. Именно Хэтэуэй официально сообщил о том, что новой тактической целью партии станет уже не народный фронт всех прогрессивных сил против фашистского движения, а скорее ещё более широкий «демократический фронт», в который войдут антифашистски настроенные представители буржуазии, к которым коммунисты ранее были настроены полностью враждебно.
В 1940 году Хэтэуэй отбывал короткий срок в тюрьме по обвинению в публикации в Daily Worker клеветнических сведений. Хэтэуэй был исключен из партии в октябре 1940 года по обвинению в пьянстве. После изгнания Хэтэуэй вернулся в Сент-Пол, штат Миннесота, где он снова устроился на работу машинистом.

### Профсоюзный лидер
В течение 1940-х годов Хэтэуэй был профсоюзным организатором в Объединенном профсоюзе работников электротехники, радио и машиностроения Америки (UE), который входил в Конгресс производственных профсоюзов США.
Когда он наконец решил свои проблемы с алкоголем, Хэтэуэй был вновь принят в Коммунистическую партию в конце 1940-х годов, снова поднявшись на руководящие должности. Он был назначен председателем округа Нью-Йорка в конце 1950-х годов. В 1960 году Хэтэуэй был избран в руководящий Национальный комитет партии.
Однако в ходе его принятия в Национальный комитет в феврале 1960 года Коммунистическая партия Советского Союза выдвинула возражения. КПСС привела материалы, в которых указывалось, что Хэтэуэй был сотрудником детективного агентства с 1918 по 1920 год, а также находился в контакте с сотрудниками Федерального бюро расследований в 1941 году в Питтсбурге и в 1947 году в Сан-Франциско. Однако поскольку эта информация была доведена до сведения лидеров американской коммунистической партии слишком поздно и он уже получил назначение, его нельзя уже было просто так удалить с его поста, не вызвав кризиса в нью-йоркской партийной организации. Тем не менее Хэтэуэй вскоре был отстранен от власти, якобы по состоянию здоровья.

### Смерть и наследие
Кларенс Хэтэуэй скончался 23 января 1963 года. Он был похоронен на кладбище Фэрхейвен в округе Стернс, недалеко от поселка Фэр-Хейвен, штат Миннесота . 
Сборник сочинений Хэтэуэя, состоящий из 21 опубликованных статей и выступлений в одном архивном ящике, хранятся в библиотеке Миннесотского исторического общества в Сент-Пол.

## Сочинения
- Race Hatred on Trial. With Richard Moore (unsigned). New York: Workers Library Publishers, 1931.
- Who are the Friends of the Negro People? New York: Communist Party National Campaign Committee/Workers Library Publishers, 1932.
- Communists in the Textile Strike: An Answer to Gorman, Green and Co. New York: Central Committee of the USA, 1934.
- Why a Workers' Daily Press? With Sam Don. New York: Workers Library Publishers, n.d. [c. 1934].
- The People vs. the Supreme Court. New York: Workers Library Publishers, 1937.
- Collective Security: The Road to Peace. New York: Workers Library Publishers, 1938. —Radio speech of December 22, 1937.
- The Communist Position on the Negro Question. With Earl Browder and Harry Haywood. New York: Workers Library Publishers, n.d. [c. 1940].